# Pharmacie, 7 rue Morand
La pharmacie, 7 rue Morand est un édifice situé dans la ville de Besançon, dans le Doubs en région Bourgogne-Franche-Comté.

## Description
La conservé sa devanture et le décor Second Empire de sa salle principale, notamment un plafond orné de stucs peints, des boiseries de rangement comprenant notamment des tiroirs en soubassement, surmontés d'étagères couronnées par une corniche.

## Protection
La devanture et le décor de l'immeuble par destination de la salle principale de la boutique sont inscrits au titre des monuments historiques par arrêté du 27 décembre 2000.